# Vuelta Ciclista a Costa Rica 2016
La Vuelta Ciclista a Costa Rica 2016 è stata la cinquantaduesima edizione della corsa a tappe di ciclismo su strada maschile che si è svolta in Costa Rica tra il 13 e il 25 dicembre 2016. La gara era valida come prova del circuito UCI America Tour 2016 categoria 2.2.
Ha vinto il costaricano César Rojas del Frijoles Los Tierniticos-Arroz Halcón con il tempo di 52h09'11".

## Tappe
| Tappa  | Data        | Percorso                             | km      | Vincitore di tappa | Leader cl. generale |
| ------ | ----------- | ------------------------------------ | ------- | ------------------ | ------------------- |
| 1ª     | 13 dicembre | Alajuela > Nicoya                    | 190     | Daniel Jara        | Daniel Jara         |
| 2ª     | 14 dicembre | Nicoya > Cañas                       | 176     | Efrén Santos       | Daniel Jara         |
| 3ª     | 15 dicembre | Cañas > Quesada                      | 193     | César Rojas        | Daniel Jara         |
| 4ª     | 16 dicembre | Quesada > Guápiles                   | 114.83  | Bryan Salas        | Daniel Jara         |
| 5ª     | 17 dicembre | Guápiles > Tucurrique                | 133.22  | Román Villalobos   | Pablo Mudarra       |
| 6ª     | 18 dicembre | Paloma > Paraíso (cron. individuale) | 19.64   | Román Villalobos   | Pablo Mudarra       |
| 7ª     | 20 dicembre | Alajuela > Grecia                    | 176.19  | Juan Carlos Rojas  | César Rojas         |
| 8ª     | 21 dicembre | San José > Pérez Zeledón             | 126.83  | Elías Vega         | César Rojas         |
| 9ª     | 22 dicembre | Dominical > Golfito                  | 145     | Víctor García      | César Rojas         |
| 10ª    | 23 dicembre | Ciudad Neily > Pérez Zeledón         | 154     | Carlos Becerra     | César Rojas         |
| 11ª    | 24 dicembre | Pérez Zeledón > Cot                  | 122.96  | Juan Carlos Rojas  | César Rojas         |
| 12ª    | 25 dicembre | Heredia > Heredia                    | 99.53   | Jonathan Caicedo   | César Rojas         |
| Totale | Totale      | Totale                               | 1694,21 |                    |                     |

## Classifiche finali

### Classifica generale - Maglia gialla
| Pos. | Corridore          | Squadra      | Tempo     |
| ---- | ------------------ | ------------ | --------- |
| 1    | César Rojas        | Frijoles     | 42h09'11" |
| 2    | Juan Carlos Rojas  | Frijoles     | a 37"     |
| 3    | Román Villalobos   | Canel's      | a 5'11"   |
| 4    | Joseph Chavarria   | Nestlé-Giant | a 11'02"  |
| 5    | Leandro Varela     | Frijoles     | a 16'28"  |
| 6    | Vladimir Fernández | Scott        | a 16'28"  |
| 7    | Víctor García      | Canel's      | a 20'19"  |
| 8    | Brian Salas        | Scott        | a 21'42"  |
| 9    | Nicolás Paredes    | Strongman    | a 22'23"  |
| 10   | José Varela        | Canet        | a 25'49"  |

### Classifica a punti - Maglia bianca
| Pos. | Corridore        | Squadra      | Punti |
| ---- | ---------------- | ------------ | ----- |
| 1    | Román Villalobos | Canel's      | 124   |
| 2    | Joseph Chavarria | Nestlé-Giant | 115   |
| 3    | César Rojas      | Frijoles     | 114   |

### Classifica scalatori - Maglia a pois
| Pos. | Corridore         | Squadra  | Punti |
| ---- | ----------------- | -------- | ----- |
| 1    | Román Villalobos  | Canel's  | 64    |
| 2    | César Rojas       | Frijoles | 61    |
| 3    | Juan Carlos Rojas | Frijoles | 57    |

### Classifica a squadre
| Pos. | Squadra                         | Tempo      |
| ---- | ------------------------------- | ---------- |
| 1    | Frijoles Los Tierniticos-Halcón | 126h30'49" |
| 2    | Canel's-Specialized             | a 15'43"   |
| 3    | Strongman-Campagnolo-Wilier     | a 1h25'13" |